# Harbin
Harbin (wymowaⓘ, dawniej Charbin; chiń. upr. 哈尔滨; pinyin Hā’ěrbīn; mandż. ᡥᠠᡵᠪᡳᠨ) – miasto w północno-wschodnich Chinach, w Mandżurii, stolica prowincji Heilongjiang, założone w 1898 w czasie budowy Kolei Wschodniochińskiej przez Adama Szydłowskiego.

## Historia
Osadnictwo na miejscu dzisiejszego Harbinu datuje się od czasów neolitu, 2,2 tys. lat p.n.e. W chińskich kronikach osada pojawiła się po raz pierwszy jako Alèjǐn (阿勒锦). Za czasów dynastii Yuan Harbin był znany pod nazwą Hā’ěrbīn (哈儿滨), a za czasów dynastii Ming pod nazwą Hālābīn (哈拉滨). Chińskie nazwy są transkrypcjami nazw używanych przez tubylców, bo w tamtych czasach Harbin był osadą rybacką zamieszkaną przez protoplastów Mandżurów. Po mandżursku nazwa Harbin oznacza „miejsce suszenia sieci rybackich”.

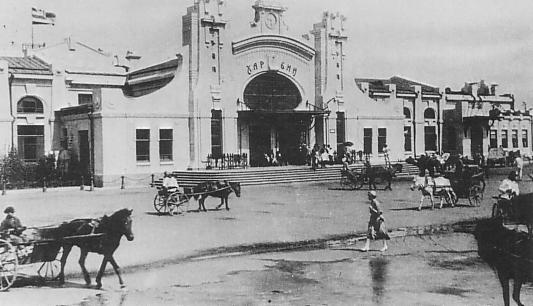
Budynek dworca kolejowego w Harbinie

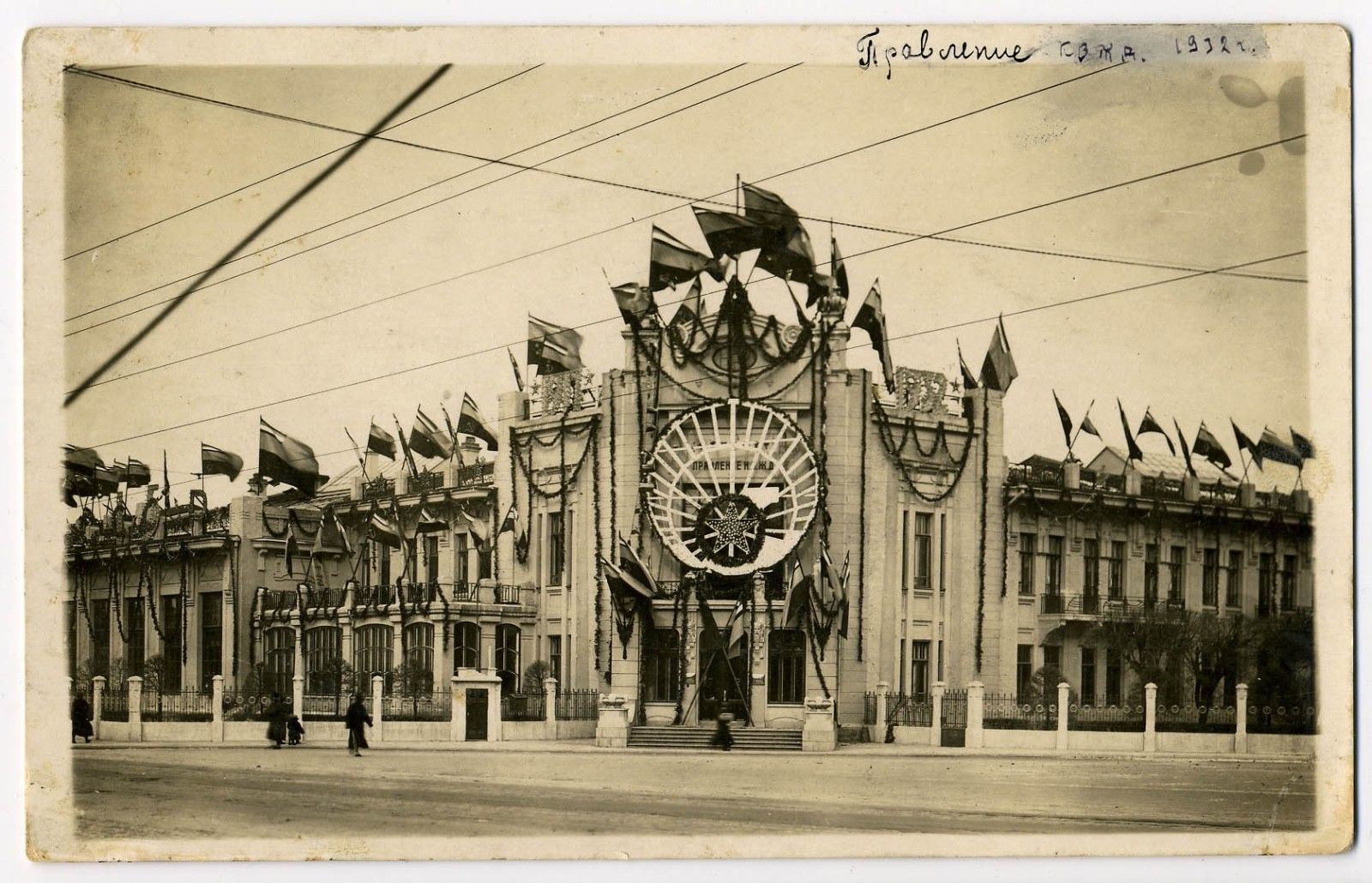
Urząd Kolei Wschodniochińskich

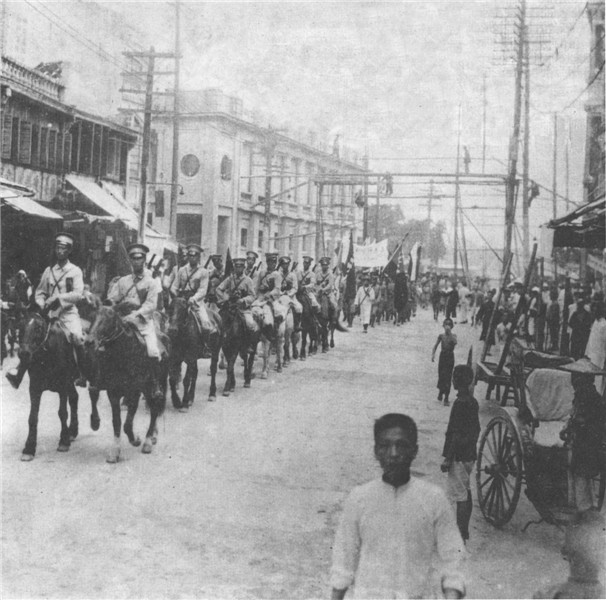
Japońska kawaleria w Harbinie, 1929

Historia miasta Harbin zaczyna się w 1898, kiedy na miejscu wsi powstała osada pomyślana jako stacja Kolei Wschodniochińskiej. W 1896 carska Rosja wykorzystała słabość Chin i narzuciła im traktat umożliwiający budowę linii łączącej najkrótszą drogą Syberię i Władywostok, z odnogą biegnącą do bazy marynarki w mieście Dalnyj (Dalian) i Portu Artur. W budowie tej linii kolejowej wzięło udział wielu Polaków, w tym inż. Adam Szydłowski, założyciel rosyjskiego Harbinu.
Po wojnie rosyjsko-japońskiej (1904–05) pozycja Rosji w regionie osłabła, a Harbin cieszył się statusem miasta handlowego. Mieszkali w nim przedstawiciele 33 narodowości, działały konsulaty sześciu państw. Szybki rozwój miasta w tym okresie sprawia, że niektórzy nazywają go „mandżurskim Hongkongiem”.
Na skutek rewolucji bolszewickiej do Harbinu napłynęła fala uchodźców i miasto przeistoczyło się w największą poza Rosją enklawę Białych. W tym czasie istniała w mieście także duża społeczność żydowska, złożona z Żydów rosyjskich i niemieckich, którzy uciekli na Daleki Wschód przed prześladowaniami w Europie. Wśród nich znaleźli się m.in. rodzice premiera Izraela, Ehuda Olmerta.
Po utworzeniu marionetkowego państwa Mandżukuo, 4 lutego 1932 do Harbinu wmaszerowały japońskie wojska. W 1935 ZSRR sprzedał Kolej Wschodniochińską Japończykom, co przyspieszyło odpływ mniejszości narodowych z miasta. Po wybuchu II wojny światowej (w Azji zaczęła się w 1937 od najazdu Japonii na Chiny) japońska armia utworzyła we wsi Pingfang pod Harbinem obóz koncentracyjny, tzw. Oddział 731, w którym na jeńcach prowadzono okrutne eksperymenty medyczne. Liczba jego ofiar pozostaje dyskusyjna, bo Japończycy zdołali zatrzeć ślady, a zbrodniarze z Oddziału 731 – podobnie jak niektórzy naziści w Europie – uniknęli odpowiedzialności przed Trybunałem Tokijskim, dzięki przekazaniu wyników badań Amerykanom. Według różnych źródeł liczba ofiar obozu waha się od kilkuset do 200 tys. osób.
20 sierpnia 1945 Armia Czerwona zajęła Harbin, a w kwietniu 1946 przekazała go chińskiej, komunistycznej Armii Ludowo-Wyzwoleńczej. Władzę nad całym regionem Dongbei do 1954 sprawował protegowany Stalina Gao Gang. Dzięki niemu w pierwszych latach istnienia ChRL z pomocą radziecką rozbudowywano w mieście i okolicach bazę przemysłu ciężkiego. W tamtym czasie w centrum Harbinu powstał, istniejący do dziś, Park Stalina, czyli bulwar nad rzeką Sungari.
Harbin był w 1996 gospodarzem zimowych Igrzysk Azjatyckich. W 2010 zorganizowano w mieście Zimową Uniwersjadę.

## Gospodarka
Rozwinięty przemysł maszynowy, środków transportu, petrochemiczny, elektrotechniczny i lniarski.
Port nad rzeką Sungari, port lotniczy, metro, węzeł kolejowy.
PKB: 141,48 mld juanów (ok. 17,15 mld USD) w 2004, co sytuowało Harbin na 17. miejscu wśród chińskich miast; pod względem PKB per capita Harbin znajdował się na 29. miejscu.

## Polacy w Harbinie
W Harbinie osiedlali się Polacy zatrudnieni przy budowie, a następnie przy eksploatacji Kolei Wschodniochińskiej. W pierwszych latach było ich 7–10 tys., a liczba ta powiększyła się po rewolucji bolszewickiej w Rosji.
Pod koniec lutego 1920 z ocalałych żołnierzy wojsk polskich we Wschodniej Rosji sformowano w mieście Odrębny Batalion Piechoty pod dowództwem kpt. Józefa Werobeja oraz Legię Oficerską i dwa mniejsze pododdziały. W przededniu ewakuacji do Polski liczyły one około 850 żołnierzy.

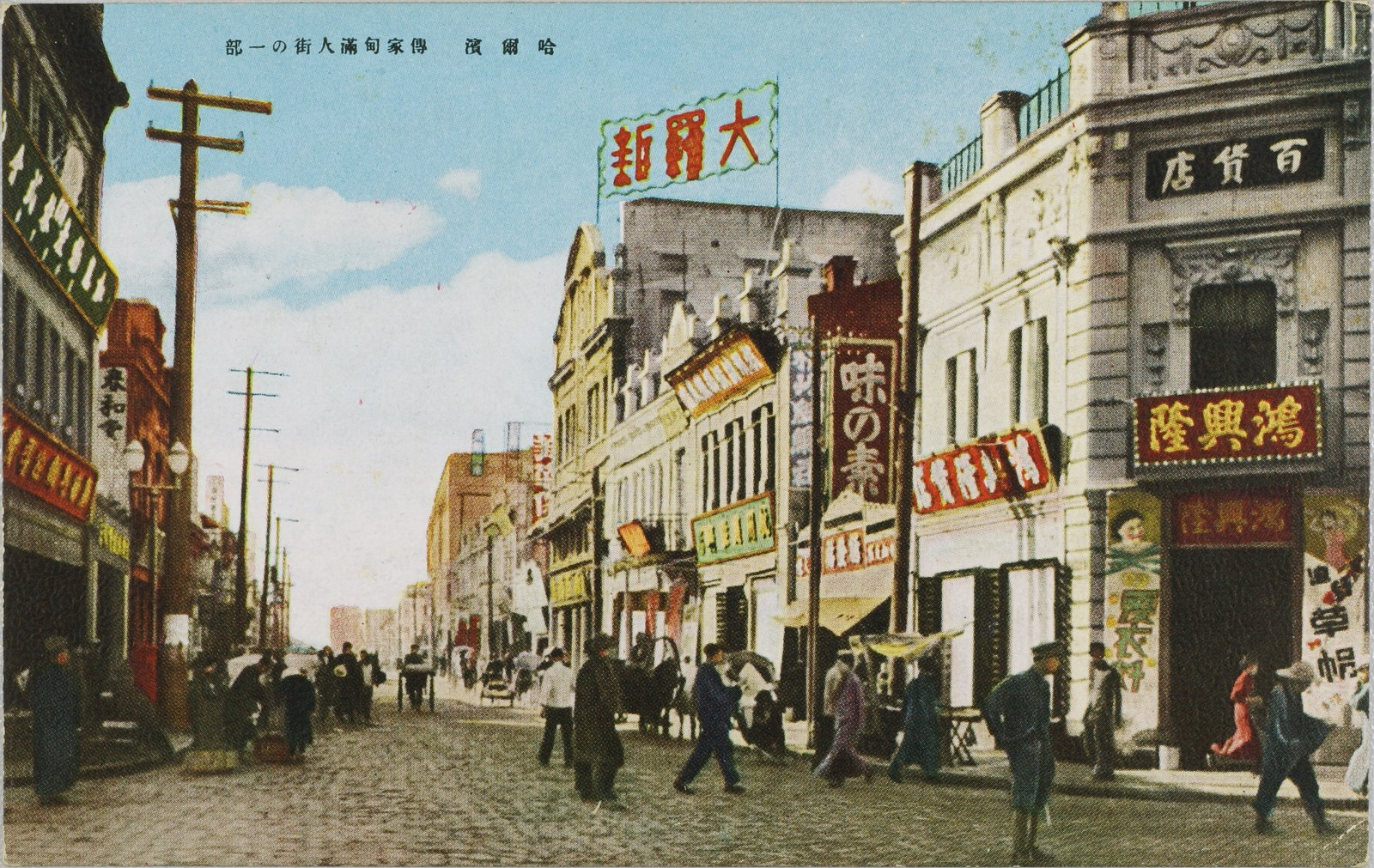
Ulica Jingyu, lata 30. XX wieku

W latach 1920–1941 głównie na potrzeby miejscowej Polonii otwarty był konsulat Rzeczypospolitej Polskiej, działały dwa kościoły, a także kilka polskich szkół, z których najbardziej znane było Gimnazjum im. Henryka Sienkiewicza (1915–49). Polacy w Harbinie mieli także swoje kluby sportowe, organizacje społeczne, w tym Stowarzyszenie „Gospoda Polska”. Ukazywały się polskie gazety, m.in.: „Tygodnik Polski”, „Listy Polskie z Dalekiego Wschodu” i „Polski Kurier Wieczorny Dalekiego Wschodu”. Atmosferę i życie grupy polskiej w tamtych latach opisywał urodzony w Harbinie Jan Solecki, późniejszy profesor Uniwersytetu Kolumbii Brytyjskiej w Vancouver. Wspominał on o niezwykłym przywiązaniu do Polski polskiej młodzieży tam wychowanej, choć większość tej młodzieży nigdy ani Polski nie widziała, ani jej nie znała. W swoich wspomnieniach podkreślał wyjątkowość faktu, że kolonia polska w Harbinie wydała całą grupę młodych Polaków, którzy zgłosili się w 1943 roku na ochotnika do wojska polskiego na Bliskim Wschodzie, brali udział w walkach pod Tobrukiem, we Włoszech, a nawet w lotach nad powstańczą Warszawą (Antoni Kajdewicz). Wielu z nich zdobyło wysokie odznaczenia wojskowe za postawę i czyny bojowe.

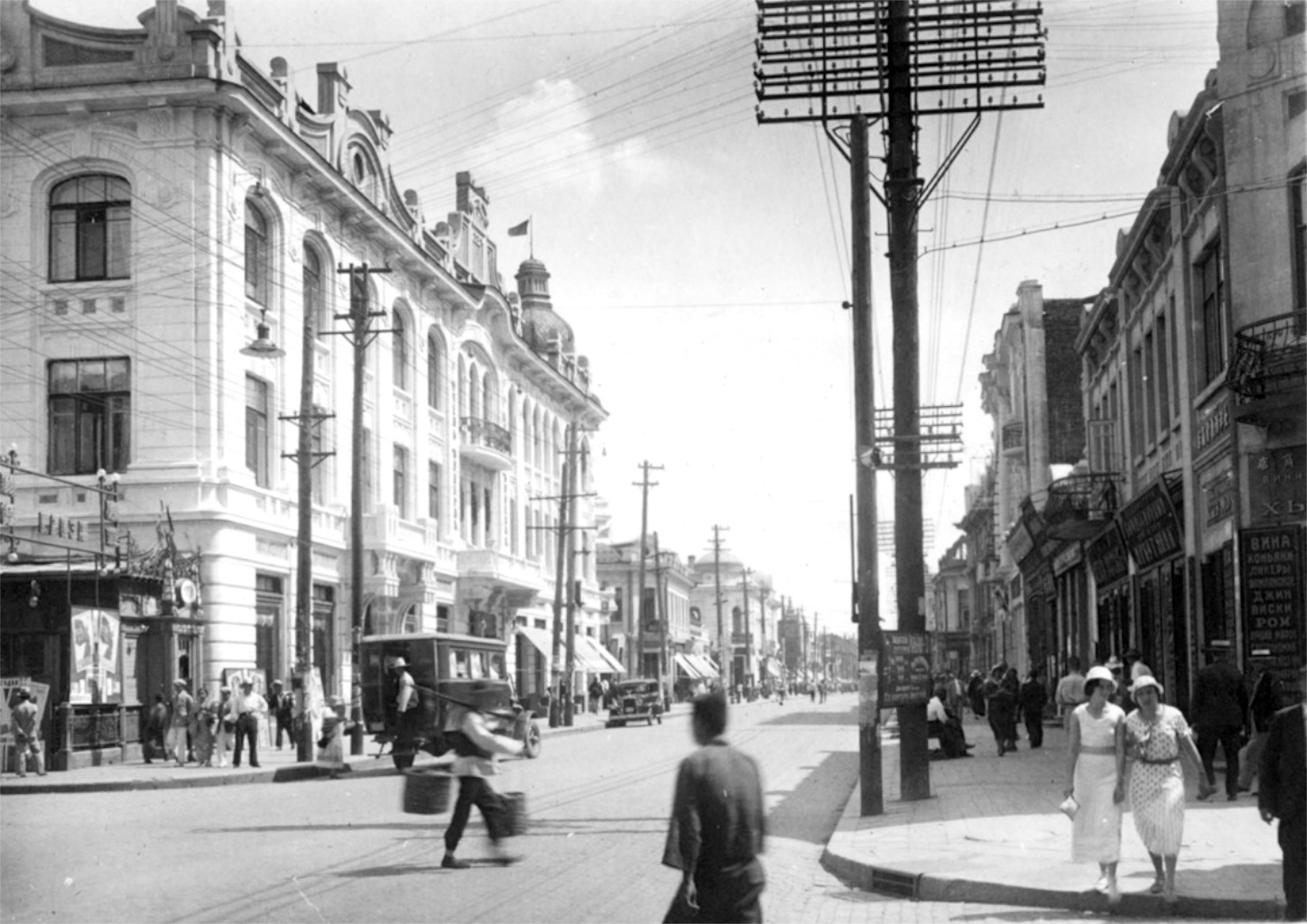
Jedna z ulic miasta, przed 1940

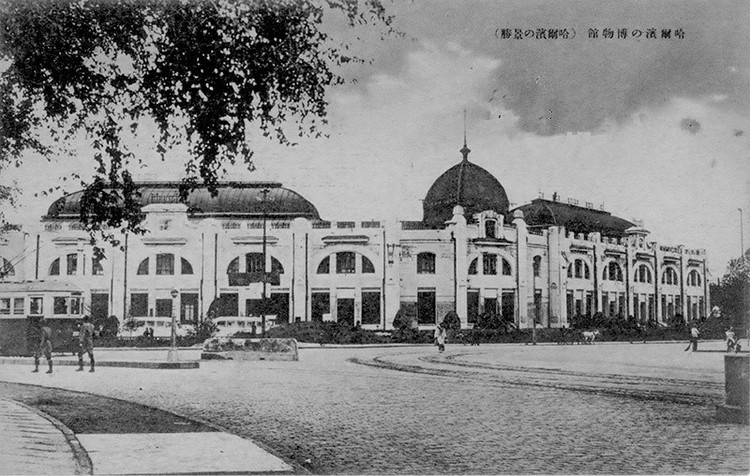
Muzeum Prowincji Harbin, przed 1945

W 1937 po zawarciu przez Rosję umowy z Chinami, według której na Kolei Wschodniochińskiej mogli pracować tylko obywatele tych krajów, Polacy zaczęli opuszczać miasto. W latach 30. było ich tam ok. 1,5 tys. Po zajęciu Dongbei przez Armię Czerwoną w 1945 część Polaków została wywieziona do sowieckich łagrów. Po ustanowieniu w 1949 Chińskiej Republiki Ludowej, w skład której weszła Mandżuria i Harbin, postanowiono o przesiedleniu Polaków. Tego roku repatriowało się z miasta i okolic 807 osób. Z pozostałych ok. 450 osób większość opuściła Chiny w latach 50. i 60. Był wśród nich między innymi absolwent Politechniki Harbińskiej Edward Kajdański, później dyplomata i pisarz, popularyzator wiedzy o Chinach w Polsce. W 1963 rozwiązano Zrzeszenie Obywateli Polskich w Chinach, które liczyło wówczas już tylko 18 członków.
W czasie rewolucji kulturalnej (1966–1976) ofiarą hunwejbinów padł cmentarz, na którym spoczywali Polacy. Dziś na jego miejscu jest park kultury z diabelskim młynem. Część grobów przeniesiono na prawosławny cmentarz Huangshan (皇山) w odległości 20 km pod miastem. Jedną z ostatnich pamiątek po Polakach jest w Harbinie kolejowy most przez rzekę Sungari, zbudowany w okresie, kiedy całą Koleją Wschodniochińską kierował inż. Stanisław Kierbedź, bratanek twórcy słynnego mostu w Warszawie. Zachował się także dawny kościół św. Stanisława i budynek fabryki papierosów spółki Synowie A. Łopato założonej przez trockiego Karaima, Eliasza Łopatę.
Ostatnim przedstawicielem przedwojennego pokolenia Polonii harbińskiej był urodzony w 1916 Edward Stokalski, który w roku 1993 wyjechał do Polski, w której nigdy przedtem nie był. Niedługo po przyjeździe do Polski zmarł.

## Wpływy rosyjskie

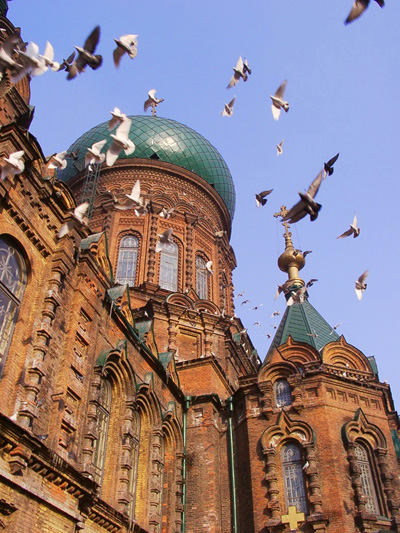
Przerobiona na muzeum cerkiew św. Zofii w centrum Harbinu

Festiwal Rzeźb Lodowych, najbardziej znane na świecie cykliczne wydarzenie w Harbinie, ma rosyjskie, w dodatku prawosławne korzenie. 19 stycznia Rosjanie obchodzą święto Kreszczenie (Chrzest Jezusa Chrystusa), co w Harbinie było pretekstem do wznoszenia krzyży wykutych z lodu z rzeki Sungari. Wokół krzyży wznoszono także inne ornamenty, m.in. płoty i latarnie. Po przekazaniu miasta w ręce chińskie święto utraciło rosyjski i prawosławny charakter, ale od 1963 na trwałe wpisało się do kalendarza miasta. Dziś jest reklamowane jako atrakcja turystyczna.

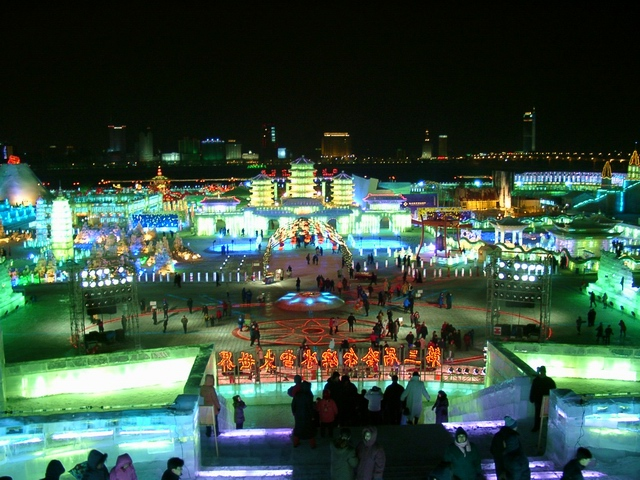
Festiwal Rzeźb Lodowych w Harbinie

Pod wpływem Rosji pozostaje także miejscowa kuchnia. W restauracjach można zamówić nigdzie w Chinach nie spotykany barszcz, a w mieście działają piekarnie wypiekające równie egzotyczny dla innych Chińczyków chleb (chiń. 列巴, lièba). Harbińczycy słyną z mocnych głów, a wódka wiśniówka jest eksportowym trunkiem miasta.
Najbardziej wyraźną pozostałością po dawnym Harbinie są zabytki rosyjskiej architektury kolonialnej, dzięki którym miasto cieszyło się mianem „orientalnego Petersburga”. W ostatnich latach władze na dużą skalę wyburzają te budynki, pozostawiwszy skansen w okolicach Zhongyang Dajie (ulica centralna), która kiedyś nosiła nazwę Kitajskiej (chińskiej).

## Znani harbińczycy
- Nikos Kawwadias – jeden z najsłynniejszych greckich poetów XX wieku
- Pierre Batcheff – francuski aktor (Pies andaluzyjski)
- Yang Yang – chińska panczenistka, która wywalczyła dla Chin pierwszy w historii złoty medal olimpijski na igrzyskach zimowych (w Salt Lake City w 2002 roku).
- Wang Bingyu – curlerka, pierwsza azjatycka mistrzyni świata
- Danuta Hryniewicz – Polka, doktor nauk weterynaryjnych, hodowczyni polskich owczarków nizinnych
- Witold Gerutto – Polak, lekkoatleta i olimpijczyk
- Edward Kajdański – Polak, pisarz, dziennikarz dyplomata
- Sergiusz Sachno – Polak, fotograf
- Ning Yizhuo – wokalistka, członkini koreańskiego zespołu Aespa

## Podział administracyjny

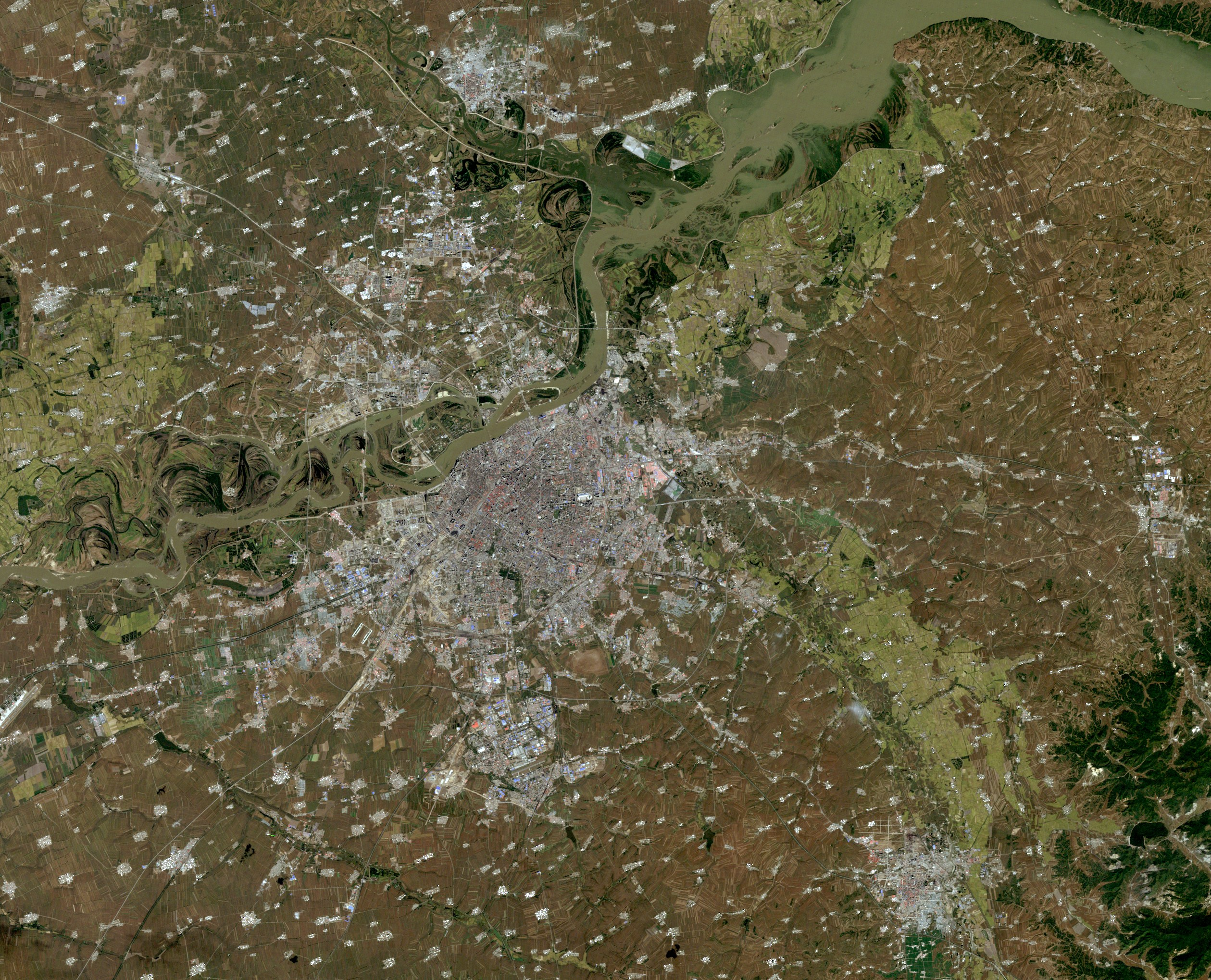
Zdjęcie satelitarne

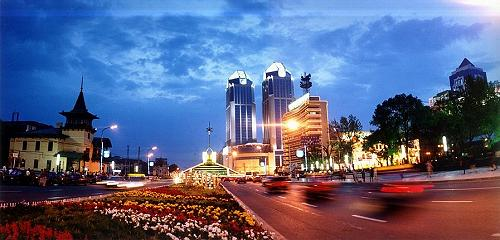
Plac Hongbo

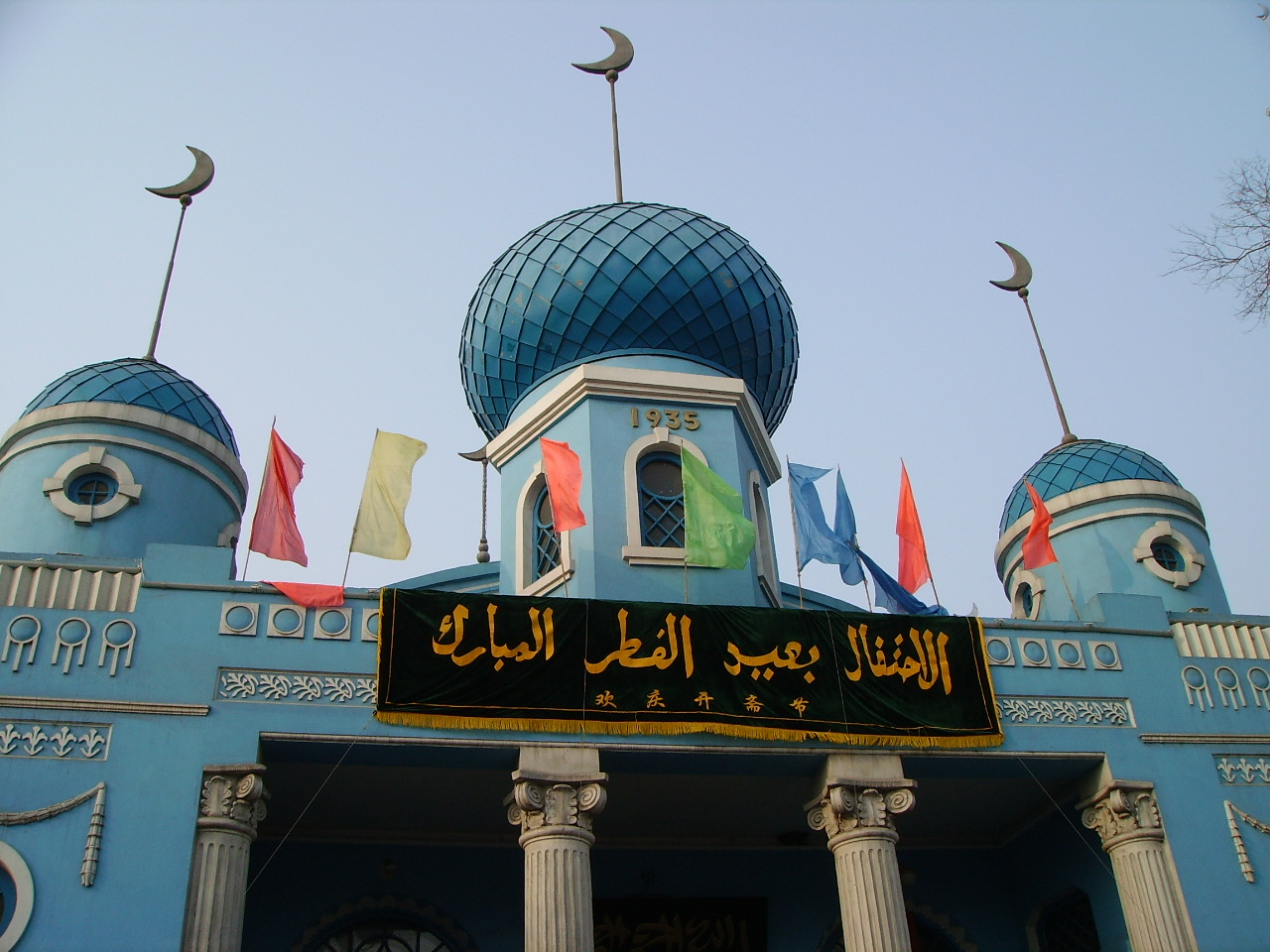
Meczet Daowai w Harbinie

Miasto na prawach podprowincji podzielone jest na:
- 9 dzielnic: Daoli, Nangang, Daowai, Xiangfang, Pingfang, Songbei, Hulan, Acheng, Shuangcheng,
- 2 miasta: Shangzhi, Wuchang,
- 7 powiatów: Yilan, Fangzheng, Bin, Bayan, Mulan, Tonghe, Yanshou.

## Miasta partnerskie

### Krajowe
| - Chengdu, ChRL - Dalian, ChRL - Guangzhou, ChRL - Hangzhou, ChRL - Wenzhou, ChRL - Xiamen, ChRL - Xining, ChRL |

### Międzynarodowe
| - Niigata, Japonia - Århus, Dania - Edmonton, Kanada - Jekaterynburg, Rosja - Jakuck, Rosja - Magdeburg, Niemcy - Cagayan de Oro, Filipiny | - Minneapolis, Stany Zjednoczone - Ekurhuleni, RPA - Daugavpils, Łotwa - Chabarowsk, Rosja - Ploeszti, Rumunia - Asahikawa, Japonia - Bucheon, Korea Południowa - Salvador, Brazylia - Giv’atayim, Izrael - Rovaniemi, Finlandia - Griffith, Australia - Punta Arenas, Chile - Nyíregyháza, Węgry - Warszawa, Polska |

## Harbin w kulturze popularnej
W Harbinie rozgrywa się w dużej części akcja powieści Leśne Morze Igora Newerlego. Harbin jest też miejscem akcji powieści Katarzyny Michalewicz Sekrety żony Mandaryna.